# Волковская (Шенкурский район)
Волковская — нежилая деревня в Шенкурском районе Архангельской области. Входит в состав муниципального образования «Ровдинское».

## География
Деревня расположена в южной части Архангельской области, в таёжной зоне, в пределах северной части Русской равнины, в 55 километрах на юг от города Шенкурска, на правом берегу реки Ваги. Ближайшие населённые пункты: на севере деревни Исаевская и Копеецкая.
Часовой пояс
Волковская, как и вся Архангельская область, находится в часовой зоне МСК (московское время). Смещение применяемого времени относительно UTC составляет +3:00.

## Население
| 2002 | 2010 | 2012 |
| ---- | ---- | ---- |
| 6    | ↘0   | →0   |

## История
Указана в «Списке населённых мест по сведениям 1859 года» в составе Шенкурского уезда(1-го стана) Архангельской губернии под номером «1984» как «Волкова (Волковская, Желудкова)». Насчитывала 7 дворов, 40 жителей мужского пола и 42 женского.
В «Списке населенных мест Архангельской губернии к 1905 году» деревня Волковская (Желудкова) насчитывает 14 дворов, 51 мужчину и 65 женщин.  В административном отношении деревня входила в состав Ровдинского сельского общества Ровдинской волости.
На 1 мая 1922 года в поселении 21 двор, 41 мужчина и 60 женщин.